# Where Is My Wandering Boy Tonight?
Where Is My Wandering Boy Tonight? è un cortometraggio muto del 1909 diretto da Edwin S. Porter e sceneggiato da Bannister Merwin.

## Produzione
Il film fu prodotto dalla Edison Manufacturing Company.

## Distribuzione
Distribuito dalla Edison Manufacturing Company, il film - un cortometraggio in una bobina di 291 metri - uscì nelle sale cinematografiche degli Stati Uniti il 12 gennaio 1909 con il titolo originale Where is My Wandering Boy Tonight? (titolo alternativo, Where is My Wandering Boy To-night?).